# Dopływ spod Lusówka
Dopływ spod Lusówka – ciek IV rzędu na terenie gminy Dopiewo i gminy Tarnowo Podgórne, na Pojezierzu Poznańskim, prawy dopływ Wirynki.
Zlewnia Dopływu spod Lusówka ma powierzchnię 24,81 km². Ciek o długości 11,42 km przepływa przez wysoczyznę młodoglacjalną. Jego recypientem jest Wirynka. Źródło znajduje się na wysokości 98,65 m n.p.m., a ujście do Wirynki na wysokości 78,75 m n.p.m. Daje to spadek podłużny cieku 1,74‰. Spadek poprzeczny doliny wynosi średnio 2,7‰. Pod względem administracyjnym zlewnia jest położona w powiecie poznańskim (około 90% w gminie Dopiewo, a 10% w gminie Tarnowo Podgórne). W systemie kodowania jednostek hydrograficznych Unii Europejskiej zlewnia cieku otrzymała numer 185722.
Zlewnia znajduje się w północno-wschodniej części monokliny przedsudeckiej (utwory permsko-mezozoiczne). Strop utworów mezozoicznych zbudowany jest głównie z wapieni kredy późnej oraz margla i przykryte są osadami trzeciorzędowymi (piaski oligoceńskie, piaski z iłami, lignit mioceński, pstre iły poznańskie). Nad osadami trzeciorzędowymi zalegają osady czwartorzędowe (gliny zwałowe, żwiry, piaski i mułki o miąższości do 80 metrów). Dominują tu gleby płowe i rdzawe oraz czarne ziemie, wytworzone z piasków słabogliniastych uzupełniane przez gleby wytworzone z piasków luźnych i glin lekkich. Ciek i jego otoczenie jest obszarem zurbanizowanym (aglomeracja poznańska) – udział powierzchni nieprzepuszczalnych (dachy, drogi, parkingi i inne) wynosi w zlewni około 14%.